# Fryksdals härad
Frykdals härad var ett härad i nordvästra delen av Värmlands län i nuvarande Sunne och Torsby kommuner. Häradet omfattade 2 781 km². Häradet var relativt vidsträckt och hade därför två tingsplatser – för nedre häradet i Gunnarsby till 1829 och därefter i Åmberg till 1939 då den flyttades till Sunne och för övre häradet från 1800 till 1870-talet i Västanvik och Västanå, därefter till Kajsheden och från 1893 Torsby.

## Namnet

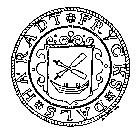
Fryksdals härad sigill

Namnet tros vara en variant av fri i betydelsen ren och tros då syfta till Frykens rena vatten. Erland von Hofsten hävdade omkring år 1900 att Fryksdalen fått sitt namn efter gudinnan Frigga. Enligt Erland Rosell (1981) användes beteckningen Friskdal i Äldre Västgötalagen och Frixdalin i dokument från 1397. Senare förekom beteckningen pluralt: Friisdaala 1452 och Friisdalarne 1533. Fryken kallades ursprungligen Frik och dess avvattnande älv, nuvarande Norsälven, Frika.

## Vapen
Stora delar av häradet kom sedermera att tillhöra Torsby kommun och häradsvapnet bär många likheter med den senares kommunvapen - i fält av silver inom en blå bård en roddbåt för två par åror och däröver två korslagda, uppåtriktade åror, allt av blått.

## Geografi
Fryksdals härad var beläget i området kring Frykensjöarnas dalgång, d.v.s. Fryksdalen samt dess bidalar upp till gränsen mot Norge i väster. I Fryksdalen mynnar från nordväst Rottnan med sin dalgång Rottnadalen i Mellanfryken vid Rottneros och från norr sammanlöper i Övre Fryken, Ljusnans och Röjdans dalgångar vid Torsby. Dalbottnarna upptas av dalslätter, sjöar och vattendrag samt kantas av höglänta skogstrakter med Tossebergsklätten, Blåbärskullen och Storskallberget.

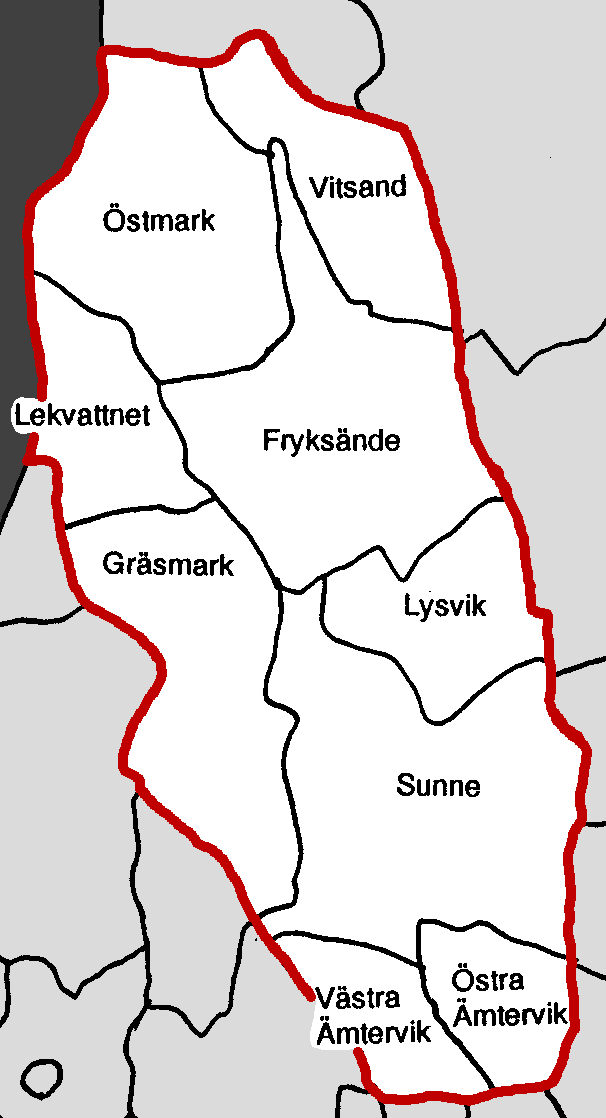
Bild över häradens socknar.

### Socknar
I häradet finns nio socknar och inom parentes anges årtal de bildades:
I Sunne kommun
- Gräsmark (1751 ur Sunne)
- Lysvik (medeltid)
- Sunne (medeltid)
- Västra Ämtervik (1674 ur Emtervik)
- Östra Ämtervik (medeltid)

samt
- Sunne köping

I Torsby kommun:
- Fryksände (medeltid)
- Lekvattnet (1851 ur Fryksände-Östmark)
- Vitsand (1822 ur Fryksände)
- Östmark (1765 ur Fryksände)

## Historia
Fryksdals härad var en rik jordbruksbygd och järnbruksbygd. Den har bl.a. skildrats av Selma Lagerlöf i Gösta Berlings saga. Järnbruken lades dock ner redan på 1930-talet. Gamla finnbygder finns i Gräsmarks socken, Lekvattnets socken, Östmarks socken och Vitsands socken.  
Från 1220-talet utgjordes Fryksdals härad av fyra socknar: Swnde (Sunne), Ämteruik (Östra Ämtervik), Frijksene (Fryksände) och Liuswick (Lysvik). Senare blev det till nio socknar

## Län, fögderier, domsagor, tingslag och tingsrätter
Häradet har från 1779 hört till Värmlands län, innan dess Närkes och Värmlands län. 
Häradets socknar hörde till följande fögderier:
- 1682-1881 Västersysslets fögderi bara till 1825 för Östmarks och Vitsands socknar
- 1826-1881 Norrsysslets fögderi för Östmarks och Vitsands socknar
- 1882-1966 Fryksdals fögderi
- 1967-1990 Sunne fögderi

Häradets socknar tillhörde följande domsagor, tingslag och tingsrätter:
- 1680-1744 Fryksdals tingslag i Karlskoga, Ölme, Visnums, Väse, Kils, Frykdals och Älvdals häraders domsaga
- 1745-1825 Fryksdals nedre tingslag för Gräsmarks, Lysvika, Västra Ämtervik, Östra Ämterviks och Sunne socknar  samt
Fryksdals övre tingslag för Fryksände, Lekvattnet, Östmark och Vitsands socknar  båda inom
  - 1745-1755 Karlskoga, Ölme, Visnums, Väse, Kils, Fryksdals nedre, Fryksdals övre, Älvdals nedre, Älvdals övre och Nyeds härader häraders domsaga
  - 1756-1825 Karlstads, Kils, Fryksdals nedre, Fryksdals övre, Älvdals nedre, Älvdals övre och Nyeds häraders domsaga
- 1826-1855 Fryksdals övre tingslag i Fryksdals övre, Älvdals nedre och Älvdals övre domsaga
- 1826-1855 Frykdals nedre tingslag inom
  - 1826-1829 Karlstads, Kils Nyeds och Fryksdals nedre härads domsaga kallad Mellansysslets domsaga
  - 1830-1855 Jösse och Fryksdals nedre härads domsaga kallad Västersysslets domsaga
- 1856-1947 Fryksdals nedre tingslag och Fryksdals övre tingslag i Fryksdals nedre och Fryksdals övre häraders domsaga från 1948 benämnd Fryksdals domsaga
- 1948-1970 Fryksdals tingslag i Fryksdals domsaga

- 1971-2005 Sunne tingsrätt och dess domsaga
- 2005 Värmlands tingsrätt och dess domsaga